# Walenty Pęski
Walenty Pęski (1632-1681) – polski jezuita, pisarz polityczny; kaznodzieja, wykładowca retoryki w jezuickim kolegium jarosławskim. Autor traktatu Palatium reginae libertatis Rempublicam oratoriam continens (c.1670).
Pisma Pęskiego stanowią "piękną kartę — pisał ks. S. Bednarski — politycznego rozwoju jezuitów w XVII w."
W swoich pismach proponował znieść liberum veto.

## Czytaj więcej
- Pęski, Walenty. Polski Słownik Biograficzny